# Tomoya Nakamura
 (juin 2023).
La mise en forme du texte ne suit pas les recommandations de Wikipédia : il faut le « wikifier ».
Les points d'amélioration suivants sont les cas les plus fréquents. Le détail des points à revoir est peut-être précisé sur la page de discussion.
- Les titres sont pré-formatés par le logiciel. Ils ne sont ni en capitales, ni en gras.
- Le texte ne doit pas être écrit en capitales (les noms de famille non plus), ni en gras, ni en italique, ni en « petit »…
- Le gras n'est utilisé que pour surligner le titre de l'article dans l'introduction, une seule fois.
- L'italique est rarement utilisé : mots en langue étrangère, titres d'œuvres, noms de bateaux, etc.
- Les citations ne sont pas en italique mais en corps de texte normal. Elles sont entourées par des guillemets français : « et ».
- Les listes à puces sont à éviter, des paragraphes rédigés étant largement préférés. Les tableaux sont à réserver à la présentation de données structurées (résultats, etc.).
- Les appels de note de bas de page (petits chiffres en exposant, introduits par l'outil «  Source ») sont à placer entre la fin de phrase et le point final[comme ça].
- Les liens internes (vers d'autres articles de Wikipédia) sont à choisir avec parcimonie. Créez des liens vers des articles approfondissant le sujet. Les termes génériques sans rapport avec le sujet sont à éviter, ainsi que les répétitions de liens vers un même terme.
- Les liens externes sont à placer uniquement dans une section « Liens externes », à la fin de l'article. Ces liens sont à choisir avec parcimonie suivant les règles définies. Si un lien sert de source à l'article, son insertion dans le texte est à faire par les notes de bas de page.
- La présentation des références doit suivre les conventions bibliographiques. Il est recommandé d'utiliser les modèles {{Ouvrage}}, {{Chapitre}}, {{Article}}, {{Lien web}} et/ou {{Bibliographie}}. Le mode d'édition visuel peut mettre en forme automatiquement les références.
- Insérer une infobox (cadre d'informations à droite) n'est pas obligatoire pour parachever la mise en page.

Pour une aide détaillée, merci de consulter Aide:Wikification.
Si vous pensez que ces points ont été résolus, vous pouvez retirer ce bandeau et améliorer la mise en forme d'un autre article.
Tomoya Nakamura (中村 倫也, Takamura Tomoya), né en 24 décembre 1986 à Tokyo, est un acteur japonais.
Il est avant tout connu pour avoir doublé le personnage d’Aladin dans la version japonaise.
Nakamura a fait ses débuts dans le film The Innocent Seven en 2005.

## Filmographie

### Films
| Année | Titre                                       | Rôle             | Réalisateur                    | Références |
| ----- | ------------------------------------------- | ---------------- | ------------------------------ | ---------- |
| 2005  | The Innocent Seven                          |                  | Dankan                         | [ 1 ]      |
| 2007  | For Those We Love                           |                  | Taku Shinjō                    | [ 2 ]      |
| 2009  | The Unbroken                                |                  | Setsurō Wakamatsu              | [ 2 ]      |
| 2013  | Tel père, tel fils                          |                  | Hirokazu Kore-eda              | [ 2 ]      |
| 2013  | My Life Changed When I Went To a Sex Parlor |                  | Ken Iizuka                     | [ 2 ]      |
| 2013  | Spinning Kite                               | Jun              | Satoshi Kase                   | [ 2 ]      |
| 2014  | Boo-ko's Rosy Future                        |                  | Yūichi Fukuda                  | [ 3 ]      |
| 2014  | Princess Jellyfish                          |                  | Taisuke Kawamura               | [ 2 ]      |
| 2015  | Maestro!                                    |                  | Shōtarō Kobayashi              | [ 2 ]      |
| 2016  | Lost and Found                              | Haruto Seo       | Show Yanagisawa                | [ 2 ]      |
| 2016  | Twisted Justice                             |                  | Kazuya Shiraishi               | [ 4 ]      |
| 2017  | Gukoroku: Traces of Sin                     |                  | Kei Ishikawa                   | [ 5 ]      |
| 2017  | March Comes in Like a Lion                  | Tatsuyuki Misumi | Keishi Ōtomo                   | [ 2 ]      |
| 2017  | March Goes out Like a Lamb                  | Tatsuyuki Misumi | Keishi Ōtomo                   | [ 2 ]      |
| 2017  | Laughing Lucky Cats                         |                  | Ken Iizuka                     | [ 2 ]      |
| 2017  | Asahinagu                                   |                  | Tsutomu Hanabusa               | [ 6 ]      |
| 2017  | My Teacher                                  |                  | Takahiro Miki                  | [ 7 ]      |
| 2018  | The Many Faces of Ito                       | Kentarō Kuzumi   | Ryūichi Hiroki                 | [ 8 ]      |
| 2018  | The Blood of Wolves                         | Kyōji            | Kazuya Shiraishi               | [ 9 ]      |
| 2018  | Oz Land                                     | Konishi          | Takafumi Hatano                | [ 10 ]     |
| 2019  | Marriage Hunting Beauty                     |                  | Akiko Ōku                      | [ 2 ]      |
| 2019  | Murders at the House of Death               | Kyōsuke Akechi   | Hisashi Kimura                 | [ 2 ]      |
| 2019  | The Stormy Family                           |                  | Masahide Ichii                 | [ 2 ]      |
| 2019  | A Long Goodbye                              |                  | Ryōta Nakano                   | [ 2 ]      |
| 2020  | Beneath the Shadow                          | Kazuya Soejima   | Keishi Ōtomo                   | [ 11 ]     |
| 2020  | Gone Wednesday                              |                  | Kōhei Yoshino                  | [ 12 ]     |
| 2020  | Silent Tokyo                                | Motoki Sunaga    | Takafumi Hatano                | [ 13 ]     |
| 2020  | The Town of Headcounts                      | Aoyama           | Shinji Araki                   | [ 14 ]     |
| 2020  | Hold Me Back                                | "A" (voice)      | Akiko Ōku                      | [ 15 ]     |
| 2021  | Kiba: The Fangs of Fiction                  | Koretaka Iba     | Daihachi Yoshida               | [ 16 ]     |
| 2021  | First Love                                  | Kashū Anno       | Yukihiko Tsutsumi              | [ 17 ]     |
| 2021  | World Cats Travelogue 2                     | Narrator         | Mitsuaki Iwagō                 | [ 18 ]     |
| 2021  | The Crocodile That Lived for 100 Days       | Mouse (voice)    | Shin'ichirō Ueda/Miyuki Fukuda | [ 19 ]     |
| 2022  | Wedding High                                | Akihito Ishikawa | Akiko Ōku                      | [ 20 ]     |
| 2022  | Anime Supremacy!                            | Chiharu Ōji      | Kōhei Yoshino                  | [ 21 ]     |
| 2023  | Uchūjin no Aitsu                            | Hideo Sanada     | Ken Iizuka                     | [ 22 ]     |
| 2023  | The Silent Service                          | Sōshi Irie       | Kōhei Yoshino                  | [ 23 ]     |

### Télévision
| Année   | Titre                                                                  | Rôle                                                   | Réseau/chaîne    | Références |
| ------- | ---------------------------------------------------------------------- | ------------------------------------------------------ | ---------------- | ---------- |
| 2005    | H2                                                                     | Osamu Shima                                            | SCT              | [ 24 ]     |
| 2005–06 | Kaze no Haruka                                                         | Yukio Kanzaki                                          | NHK              | [ 25 ]     |
| 2009    | Tenchijin                                                              | Toyotomi Hideyori                                      | NHK              | [ 26 ]     |
| 2014    | Gunshi Kanbei                                                          | Oda Nobutada                                           | NHK              | [ 27 ]     |
| 2014    | Aoi Honō                                                               | Takami Akaï                                            | Télévision Tokyo | [ 28 ]     |
| 2017    | Super salarié M. Saenai                                                | Karino                                                 | NTV              | [ 29 ]     |
| 2018    | Hanbun, Aoï                                                            | Masato Asaï                                            | NHK              | [ 25 ]     |
| 2018    | Amour de vacances                                                      | Wataru Izutsu                                          | TV Asahi         | [ 30 ]     |
| 2019    | Une histoire à lire lorsque vous tombez amoureux pour la première fois | Kazuma Yamashita                                       | SCT              | [ 31 ]     |
| 2019    | Les longues vacances de Nagi                                           | Gon Arashiro                                           | SCT              | [ 24 ]     |
| 2020    | Détective gastronomique Goro Akechi                                    | Goro Akechi                                            | NTV              | [ 32 ]     |
| 2020    | Un amour réchauffé                                                     | Takumi Asaba                                           | SCT              | [ 33 ]     |
| 2020    | Ainsi parlait Kishibe Rohan                                            | Tarō Hirai                                             | NHK              | [ 34 ]     |
| 2021    | Vous voulez du café ?                                                  | Hajime Aoyama                                          | Télévision Tokyo | [ 35 ]     |
| 2021    | Punchline de la vie                                                    | Mimomi Kusunoki                                        | NTV              | [ 36 ]     |
| 2022    | Ishiko et Haneo : Vous me poursuivez ?                                 | Yoshio "Haneo" Haneoka                                 | SCT              | [ 37 ]     |
| 2022    | Kamen Rider BLACK SUN                                                  | Akizuki Nobuhiko / ShadowMoon / Kamen Rider SHADOWMOON | Prime Video      | [ 38 ]     |
| 2023    | Hayabusa Shōbō-dan                                                     | Tarō Mima                                              | TV Asahi         | [ 39 ]     |

### Doublage japonais
| Année | Titre   | Rôle    | Références |
| ----- | ------- | ------- | ---------- |
| 2019  | Aladdin | Aladdin | [ 40 ]     |

## Distinctions
| Année | Prix                            | Catégorie                           | Résultat | Référence |
| ----- | ------------------------------- | ----------------------------------- | -------- | --------- |
| 2019  | 43e Élan d'or                   | Nouveau venu de l'année             | Lauréat  | [ 41 ]    |
| 2022  | 35e Prix du film sportif Nikkan | Meilleur acteur dans un second rôle | Nommé    | [ 42 ]    |